# آبی کبالت
آبی کبالت یک رنگدانه آبی است که از تف‌جوشی کبالت(II) اکسید با آلومینیوم(III) اکسید (آلومینا) در دمای ۱۲۰۰ درجه سلسیوس تولید می‌شود. از نظر شیمیایی، رنگدانه آبی کبالت، کبالت (II) اکسید-آلومینیوم اکسید یا کبالت (II) آلومینات CoAl2O4 است. رنگ آبی کبالت سبک‌تر و از نظر رنگی ضعیف‌تر از رنگدانه آبی پروس (بر پایه آهن-سیانید) است. بسیار پایدار است و از نظر تاریخی به عنوان عامل رنگزا در سرامیک‌ها (به ویژه سرامیک چینی)، جواهرات و رنگ‌ها مورد استفاده قرار می‌گرفته‌است.

## برای مطالعه
- Roy, A. "Cobalt blue", in Artists' Pigments, Berrie, B. H. , Ed. , National Gallery of Art, Washington, D.C. , 2007
- Wood, J.R. and Hsu Yi-Ting, 2019, An Archaeometallurgical Explanation for the Disappearance of Egyptian and Near Eastern Cobalt-Blue Glass at the end of the Late Bronze Age, Internet Archaeology 52, Internet Archaeology